# Мара хайдутка
Мара хайдутка, позната и като Мара хайдуткиня, е българска хайдутка, подвизавала се в Троянския Балкан. Родена е в село Брястово, община Нова Загора и е живяла преди XIX век. Цели 10 години е начело на хайдушка чета, охранявала планинската търговска пътна артерия Нова Загора – Средна гора – Хаинбоаз и района на река Боаза (Дъбовски проход), разположена на около четвърт километър югозападно от с. Брястово. Тя и подчинените ѝ хайдути са намирали временно убежище в района на разположеното 2 км северно от с. Брястово Марино кладенче. След време продължава хайдушката си дейност в Добруджа.
За Мара хайдутка има и местни легенди от района на град Трявна. Според тях Мара върлува из Тревненския Балкан с неразделния си другар Паро. Двамата нападат и обират турските кервани, преминаващи през близкия Тревненски проход. Хайдутите намират убежище в т. нар. днес пещера „Марина (Парова) дупка“, където укриват и придобитото. Пещерата е дълга над 3 км и се намира край село Генчовци, на около 7 км от гр. Трявна. Когато турската потеря попада на следите на Мара и Паро, запалват голям огън пред входа на пещерата, за да ги заловят или оставят да се задушат, защото те са в нея. Пушекът бързо изпълва цялата пещера, но започва да излиза от друго място. Станало така, че убежището на харамиите има два входа – северен (хоризонтален) и южен (вертикален), който е с височина 38 м. Именно по този спасителен път Мара и Паро успяват да избягат и да се скрият от хайката. Имената на двамата хайдути остават съхранени и до днес чрез името на скривалището им. Пещерата е наречена на името на хайдутката, докато отвесният вход на „Марина дупка“ е наречен на нейния верен другар – „Парова дупка“ (известна още като „Понора“) или „Куминчето“, както му казват шеговито местните хора.